# Chanel 2.55

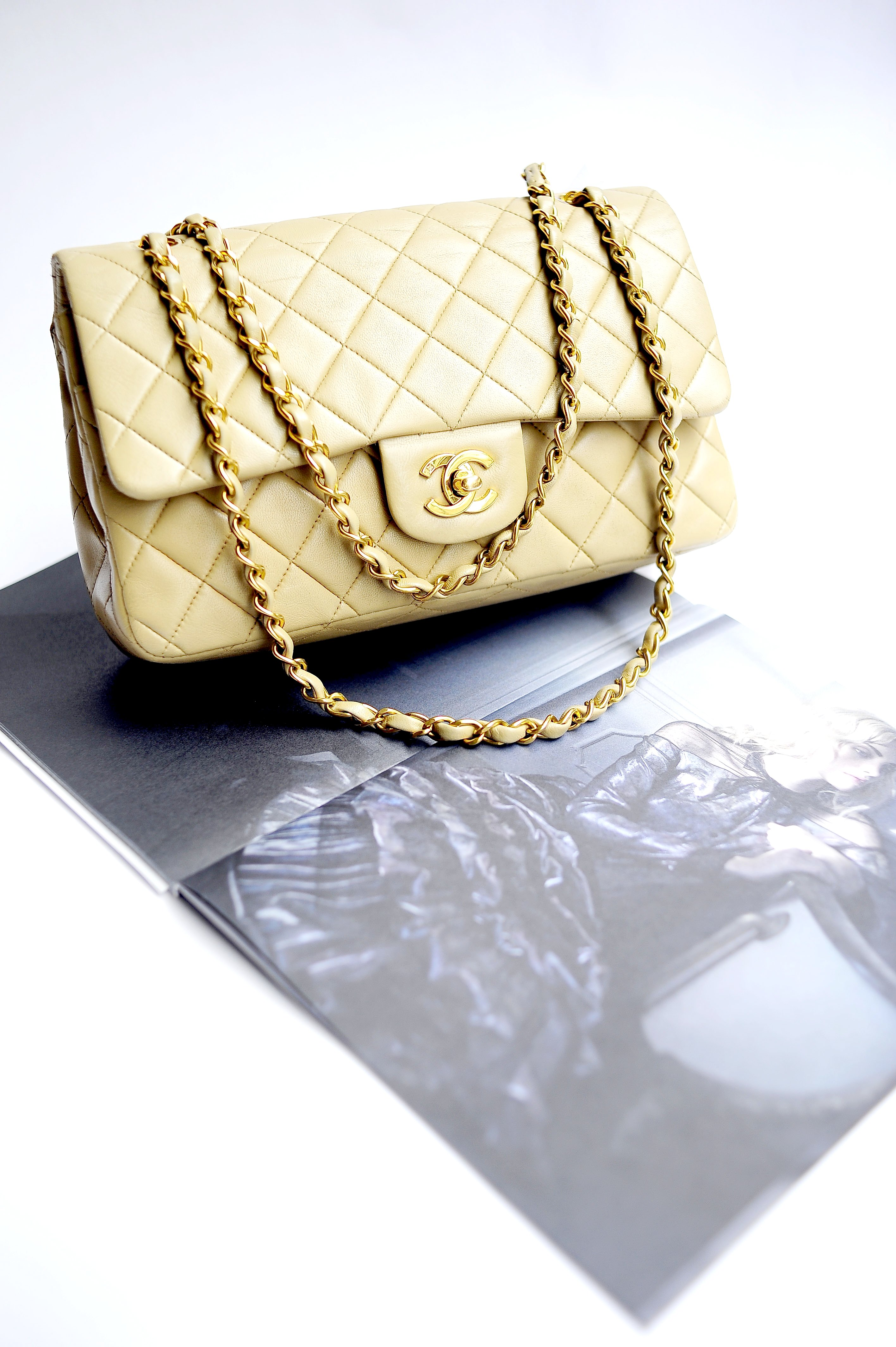
Die Chanel 2.55 in ihrer neugestalteten Form von Karl Lagerfeld

Die Chanel 2.55, auch Flap Bag 2.55 oder nur 2.55 genannt, ist eine seit 1955 von dem französischen Modekonzern Chanel produzierte Handtasche. Neben den Hermès-Klassikern Birkin Bag und Kelly Bag zählt die Chanel 2.55 zu den Modeikonen unter den Handtaschen.

## Geschichte
Coco Chanel soll sich schon in den 1920er Jahren Gedanken über praktische Umhängetaschen mit Schulterriemen gemacht haben. Die Chanel 2.55 kam jedoch erst im Februar 1955 auf den Markt, nachdem Coco Chanel ihre Tätigkeit als Modeschöpferin nach dem Zweiten Weltkrieg 1954 wieder aufgenommen hatte. Der Name geht auf das Erscheinungsdatum der Tasche im Februar 1955 zurück.
Bis dahin waren elegante Damenhandtaschen in der Regel mit einem kurzen Henkel ausgestattet und wurden mit der Hand oder am Unterarm getragen. Taschen mit Schulterriemen waren dagegen für praktische Zwecke in Gebrauch und wurden meist von Männern, z. B. Soldaten, benutzt. Die Damenhandtasche mit Schulterriemen bedeutete, dass die Trägerin der Tasche die Hände frei hatte und nicht Gefahr lief, die Tasche zu verlieren, da diese nicht ständig abgestellt und wieder aufgenommen werden musste. 
Als die Chanel 2.55 im Jahr 1955 neu vorgestellt wurde, galt sie daher als Sensation. Während dieser ursprüngliche Entwurf sich Funktionalität zum Ziel gesetzt hatte, ist die Chanel 2.55 heute zum Inbegriff des Luxusgegenstandes geworden, der nicht wegen seiner praktischen Gestaltung gekauft wird, sondern die Trägerin als teures Accessoire schmücken soll. Zahlreiche Legenden ranken sich darum, was Coco Chanel als Inspiration für ihr Design gedient haben könnte. So werden Farben und Materialien mit Chanels Aufwachsen in einem von Nonnen geführten Kinderheim in Verbindung gebracht – die Farben sollen dabei entweder an den Habit der Nonnen oder an Chanels eigene Schuluniform erinnern, die Kette als Trageriemen auf Ketten, an denen die Nonnen ihre Schlüssel befestigt hatten. Für das Rautenmuster soll die Kleidung von Jockeys als Vorbild gedient haben, wie auch der Schulterriemen darauf zurückgehen soll, dass Chanel sich beim Besuch von Pferderennen ihr Fernglas an einem ähnlichen Riemen umhängte.
Die Tasche wurde von Karl Lagerfeld in den 1980er Jahren neu gestaltet. Seitdem existieren zwei Varianten („Klassische Pattentasche“ ist die Neuentwicklung von Lagerfeld und „Re-Issue“ die im Jahr 2005 zum 50-jährigen Jubiläum neu lancierte ursprüngliche Form). Jedes Jahr erscheinen etwa 30 neue Modelle in unterschiedlichen Größen, Formen, Farben und Materialien, Verkaufspreise beginnen bei rund 3000 Euro (im Jahr 2013). Es existieren Modelle aus sämtlichen Lederarten, aber auch aus Denim, Tweed, Frottee, verziert mit allen erdenklichen Dekorationen. Die teuerste und luxuriöseste Chanel 2.55 wurde im Jahr 2008 produziert – aus weißem Krokodilleder mit Schließe aus diamantbesetztem Weißgold. Von diesem Modell wurden nur 13 Stück produziert.

## Design

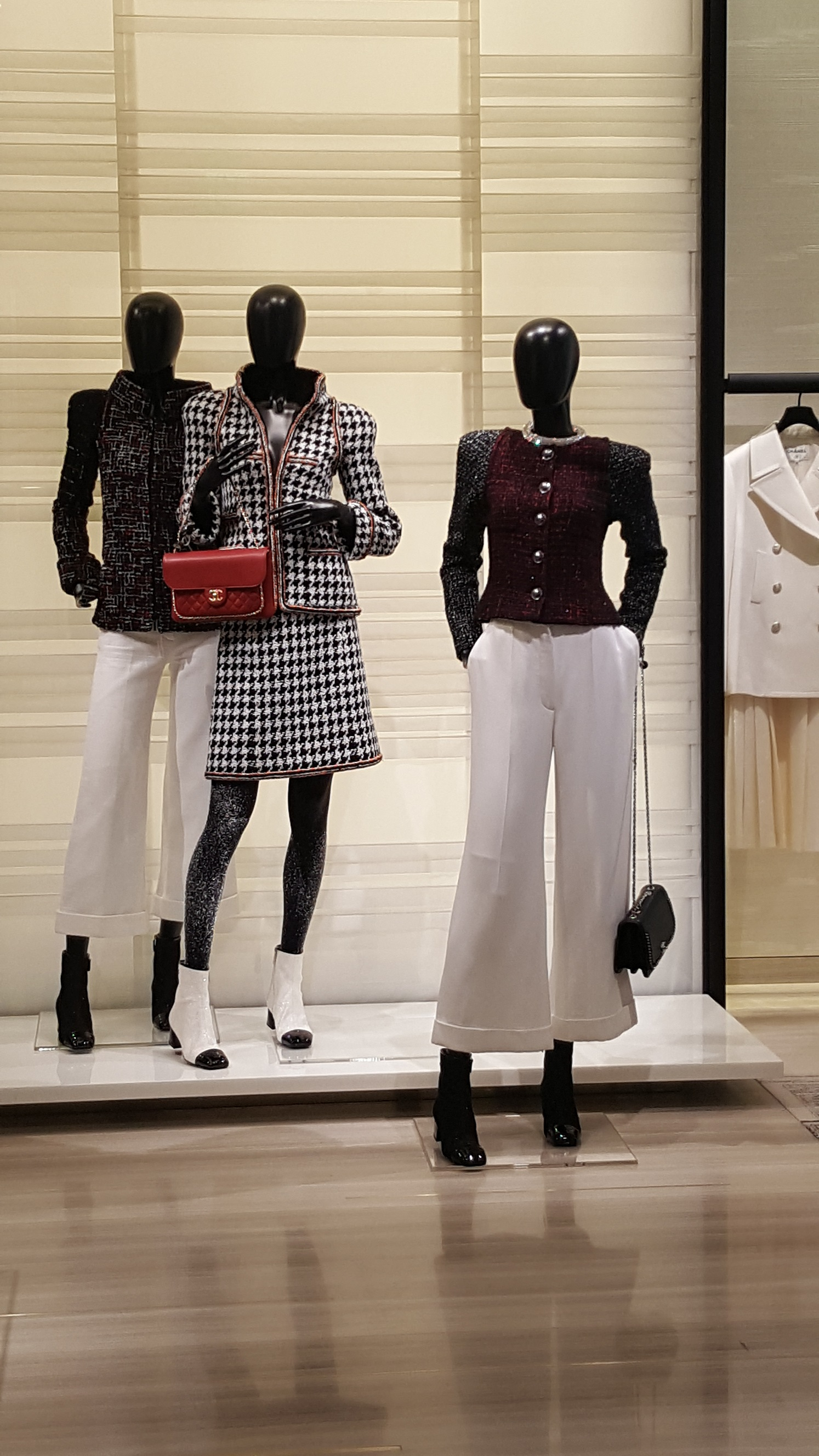
Chanel 2.55 an Modepuppen im Kaufhaus Neiman Marcus, 2017

Typische Elemente der Chanel 2.55 sind die rechteckige Grundform, der doppelte Überschlag und eine kleine Einschubtasche mit halbmondförmiger Oberkante (auch „Mona Lisas Lächeln“ genannt), die sich auf der Rückseite befindet. Konstruktiv entsteht der doppelte Überschlag durch eine „Tasche in der Tasche“. An der Innenseite des äußeren Überschlages ist ein Reißverschlussfach angebracht, in den inneren Überschlag ist das Chanel-Logo aus den ineinander verschlungenen Initialen eingestickt, im Innern der Tasche finden sich zusätzlich drei Balgtaschen. Das Obermaterial der Tasche ist rautenförmig abgesteppt (Matelassé-Steppmuster). Getragen wird die Tasche an zwei mit Lederriemen verflochtenen Metallketten, die durch vier Ösen auf der Oberseite mit der Tasche verbunden sind.
Das Rautenmuster durch Steppnähte wie auch die Verwendung von Metallketten als Trageriemen und Henkel haben sich inzwischen zu eigenständigen Merkmalen der Chanel-Taschenkollektionen entwickelt, die seit der Einführung der Chanel 2.55 bis heute bei den unterschiedlichsten Modellen immer wieder eingesetzt werden.
Der Originalentwurf war 1955 zunächst nur in braunem und schwarzem Leder erhältlich, kombiniert mit weinrotem Innenfutter. Als Verschluss wurde das sogenannte „Mademoiselle“-Schloss verwendet, ein Taschenschloss, bei dem ein drehbarer Riegel verhindert, dass sich der Überschlag öffnet.
Die Neuentwicklung von Karl Lagerfeld aus den 1980er Jahren ist auf den ersten Blick durch die Verwendung eines anderen Schlosses zu erkennen. Anstelle des „Mademoiselle“-Schlosses setzt Lagerfeld ein Schloss ein, das die verschlungenen Initialen Coco Chanels, das Chanel-Logo, zitiert. Lagerfeld variierte das Ursprungsmodell in zahlreichen Farben, Größen und Materialien. Auch wenn er dabei auf einzelne der typischen Elemente des Originalentwurfs verzichtete, haben die Taschen dennoch einen hohen Wiedererkennungswert.

## Herstellung
Die 2.55 wird bis heute teilweise von Hand gefertigt. Vom Schnittmuster bis zur fertigen Tasche sind dafür rund 180 einzelne Arbeitsschritte notwendig. Täschner im Hause Chanel dürfen das Modell erst nach mindestens fünf Jahren Berufserfahrung anfertigen. Die zahlreichen Fälschungen von Chanel-2.55-Taschen fallen vor allem aufgrund der wenig sorgfältigen Verarbeitung auf. Eine echte Chanel-Tasche besitzt eine symmetrische Anordnung der Steppnähte und die Nähte der aufgesetzten Halbmond-Tasche auf der Rückseite gehen ohne Unterbrechung in die Linien des Taschenkörpers über. Das Lederfutter sitzt glatt und ohne Falten in der Hülle.

## Wert
Die Chanel 2.55 wird ab etwa 3000 Euro Neupreis verkauft, aufwändige Dekorationen und luxuriöse Materialien können auch zu einem vielfach höheren Preis führen. Ältere Exemplare erzielen, wenn sie gut erhalten sind, ebenfalls Wiederverkaufspreise, die den ursprünglichen Preis um ein Vielfaches übersteigen.

## Rezeption
Neben den zahlreichen Referenzen an das Design der Chanel 2.55 in den Taschenkollektionen von Chanel finden sich auch andere Designer, die Stilelemente der 2.55 in ihren Entwürfen aufgreifen, so beispielsweise Marc Jacobs, der seine Stam Bag ebenfalls mit rautenförmigen Steppnähten und Metallkette als Trageriemen ausstattete. Die Referenz geht sogar so weit, dass Jacobs kurz nach dem ersten Erscheinen der Stam Bag noch eine Classic Stam Bag auf den Markt brachte, eine Neuinterpretation der ursprünglichen Stam Bag, die nun in jeder Saison in neuer Abwandlung angeboten wird. Wie bei der Chanel 2.55 ist also das als Classic bezeichnete Modell in Wirklichkeit nicht das Ursprungsmodell, sondern die wandlungsfähige Designerspielwiese.